# Паники (Псковская область)
Паники — деревня в Тямшанской волости Псковского района Псковской области России.
Расположена в 9 км к западу от центра города Пскова и в 5 км к северу от деревни Тямша.

## Население
| 2001 | 2002 | 2010 |
| ---- | ---- | ---- |
| 9    | ↗13  | ↘6   |